# Садиба по вулиці Володимирській, 41/27
Садиба по вулиці Володимирській, 41/27 — комплекс житлових будинків у Шевченківському районі Києва. Складається з двох будівель — наріжного триповерхового будинку № 41/27 по вулиці Володимирській та сусіднього чотириповерхового будинку № 41, прибудова до садиби з боку вулиці Прорізної в деяких джерелах має окрему адресу Прорізна, 27. Садиба є одним із найкращих ансамблів житлово-комерційної забудови Києва кінця XIX — початку XX століття.

## Історія
Ділянка, на якій стоїть садиба, утворилася під час проєктування та прокладання вулиці Прорізної у 1860-х роках. Першим власником садиби став чиновник Яків Мощинський, на замовлення якого на розі Володимирської та новопрокладеної Прорізної у 1867 році звели двоповерховий наріжний будинок, який став першим об'ємом у комплексі майбутньої садиби. Первісно будинок був досить скромно декорований у дусі класицизму і мав на першому поверсі торговельні приміщення із широкими отворами входів із тридільним різьбленим заповненням, а на другому поверсі — широкий наріжний балкон на кронштейнах, що оточував фасад з обох сторін.
У 1871 році садибу придбав купець 2-ї гільдії Євген Георгійович Бубнов. У 1876 році він розділив територію садиби на частини і продав їх, залишивши собі лише наріжну ділянку із будинком. Між 1876 і 1879 роками садиба ненадовго переходить у власність до губернського секретаря Михайла Кирилова, а 1880 року її новим власником стає київський купець 2-ї гільдії, Пилип Васильович Оскерко.
У 1883 році Оскерко замовляє молодому архітекторові Андрію-Фердінанду Крауссу перебудову садиби, для якого це стало одним із перших замовлень у Києві. Того ж, 1883 року архітектор Краусс збудував із боку вулиці Прорізної триповерхову прибудову (№ 27), а наступного року спроєктував і виконав надбудову третього поверху в наріжному будинку й об'єднання двох споруд у єдиний об'єм. Внаслідок цієї реконструкції фасади будинку отримали неоренесансне оформлення, основним акцентом якого стали пілястри коринфського ордера на рівні другого-третього поверхів. На першому поверсі розміщувалися крамниці, на другому і третьому поверхах — квартири, що здавалися внайми. У будинку в різні часи розташовувалися підготовче училище Громової, аптека для бідних, їдальня «Ліфляндська», пральня «Енергія». Пилип Оскерко, який володів садибою до 1899 року, був кравцем і в цьому будинку тримав власне ательє.
Сусідня ділянка по вулиці Володимирській, 41 у 1880-х роках належала князю Миколі Рєпніну. На зламі XIX—XX століття її приєднали до наріжної та у 1900-х роках збудували чотириповерховий прибутковий будинок. На першому поверсі цього будинку були крамниці, аптека (проіснувала до середини 1980-х років), верхні поверхи займали квартири, у підвалі діяли склад аптекарських товарів, пральня, також були житлові приміщення і погреби.
У 1907—1910 роках власником садиби був варшавський виробник роялів і піаніно, купець 2-ї гільдії Людвік-Генріх Кернтопф. У 1910—1919 роках садиба належала київському купцеві 1-ї гільдії Хаїму-Шуліму Тевельєвичу Волкову, власнику цегелень на околицях Києва.
У 2004 році міська влада передала ділянку, на якій стоїть наріжний будинок № 41/27, в оренду на 15 років ТОВ «Златовлад», яке мало провести реконструкцію будинку під офісний центр із магазином, рестораном і підземним паркінгом. За даними журналістських розслідувань, ця компанія належить Андрію Шевченку. У листопаді наступного, 2005 року Київська міська рада дозволила приватизацію ТОВ «Златовлад» цієї та сусідньої ділянки по вулиці Прорізній, 27. У 2015 році фасад наріжного будинку закрили банером, у січні 2016 року на фасадах усіх будинків садиби встановили каркас для банерів і риштування. Станом на серпень 2019 року від садиби лишилися лише фасади.

## Опис
Будинок № 41/27 — наріжний, триповерховий (з подвір'я чотириповерховий), цегляний, тинькований, П-подібний у плані, із двома квартирами на поверсі. Чолові фасади декоровані у стилі неоренесансу. Головним акцентом в оформленні є пілястри корінфського ордера, що вертикально членують фасади на рівні другого-третього поверхів. Обидва фасади симетричні, центральні осі підкреслені рядами балконів із фігурними кованими балюстрадами та лучковими фронтонами із ліпниною в тимпанах. Завершуються фасади карнизом на фігурних кронштейнах. Вікна прямокутні, на першому поверсі — без декору, на вищих поверхах обрамовані невеликими пілястрами та прикрашені підвіконними вставками і сандриками з ліпними елементами (на третьому поверсі — з маскаронами у вигляді дівочих голів). Наріжжя будинку підкреслено вузьким глухим еркером, завершеним трикутним фронтоном. Первісно еркер також увінчувався невеликою вежею з банею (втрачена після 1957 року), в глухих нішах еркеру стояли скульптури — статуя дівчини на третьому поверсі та декоративна ваза на другому (втрачені не раніше початку 1930-х років).
Прибутковий будинок у садибі (№ 41 по вулиці Володимирській) — чотириповерховий із підвалом, односекційний, у первісному плануванні мав по одній семикімнатній квартирі на поверх. Фасад декорований у стилі неоренесансу, подібно до наріжного будинку садиби, симетричний, п'ятивіконний, двовісний, бічні осі виділені ризалітами, фланкованими канелюрованими пілястрами композитного ордера та увінчаними лучковими фронтонами із ліпними елементами в тимпанах. Вікна прямокутні, на другому поверсі обрамлені ліпними лиштвами у вигляді спіралей, прикрашені ліпним замковим каменем та ліпним пояском із квітковим орнаментом. Вікна третього-четвертого поверхів мають лиштви у вигляді пілястр різної форми та масивні підвіконня (на четвертому поверсі — з підвіконною вставкою з орнаментом-меандром), увінчані сандриками, маскаронами у вигляді дівочих голівок, іншими ліпними деталями декору. На центральній осі — ряд балконів із металевими балюстрадами.

## Галерея

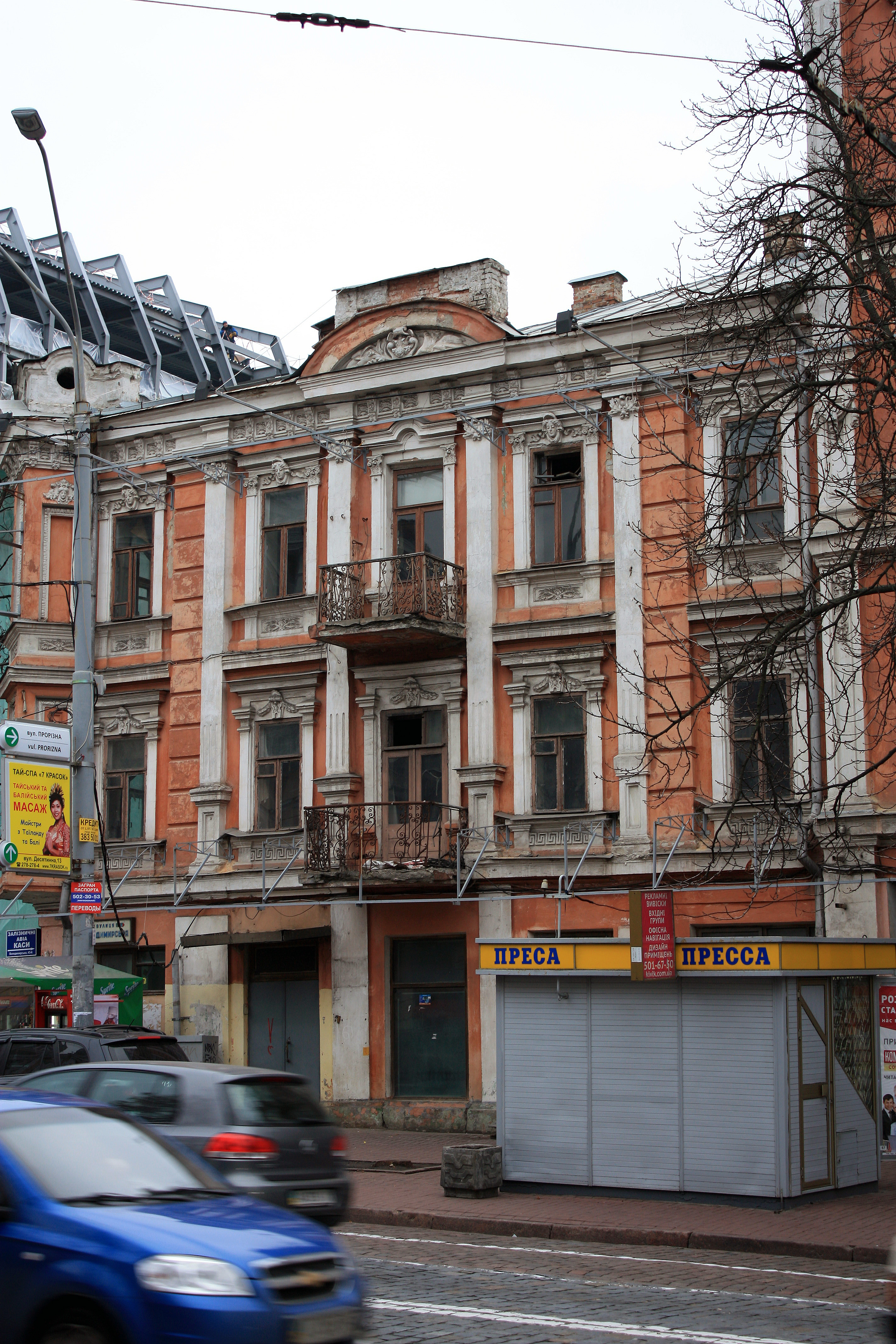
Наріжний будинок № 41/27 у 2011 році
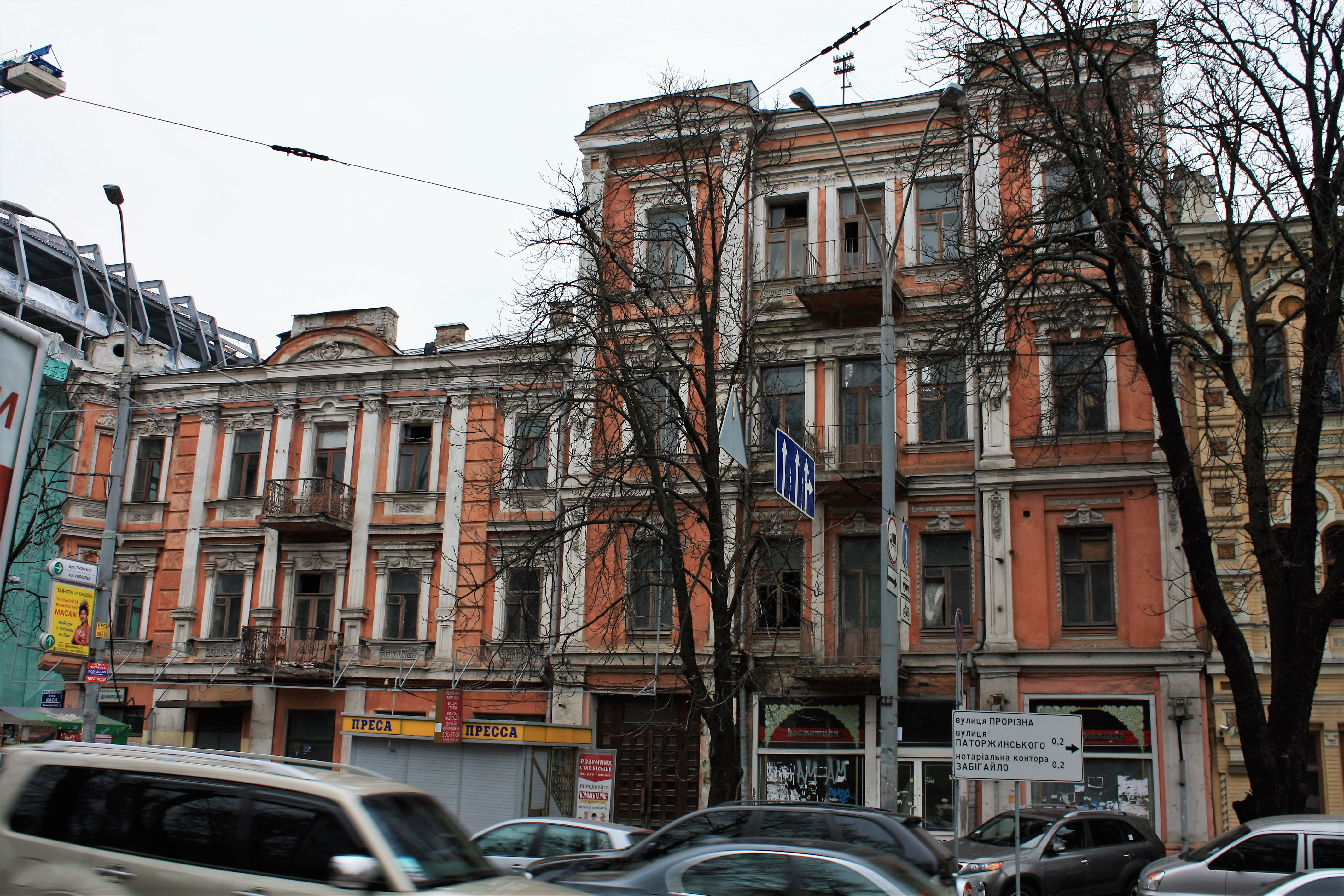
Садиба у 2011 році. Зліва — наріжний будинок № 41/27, справа — будинок № 41
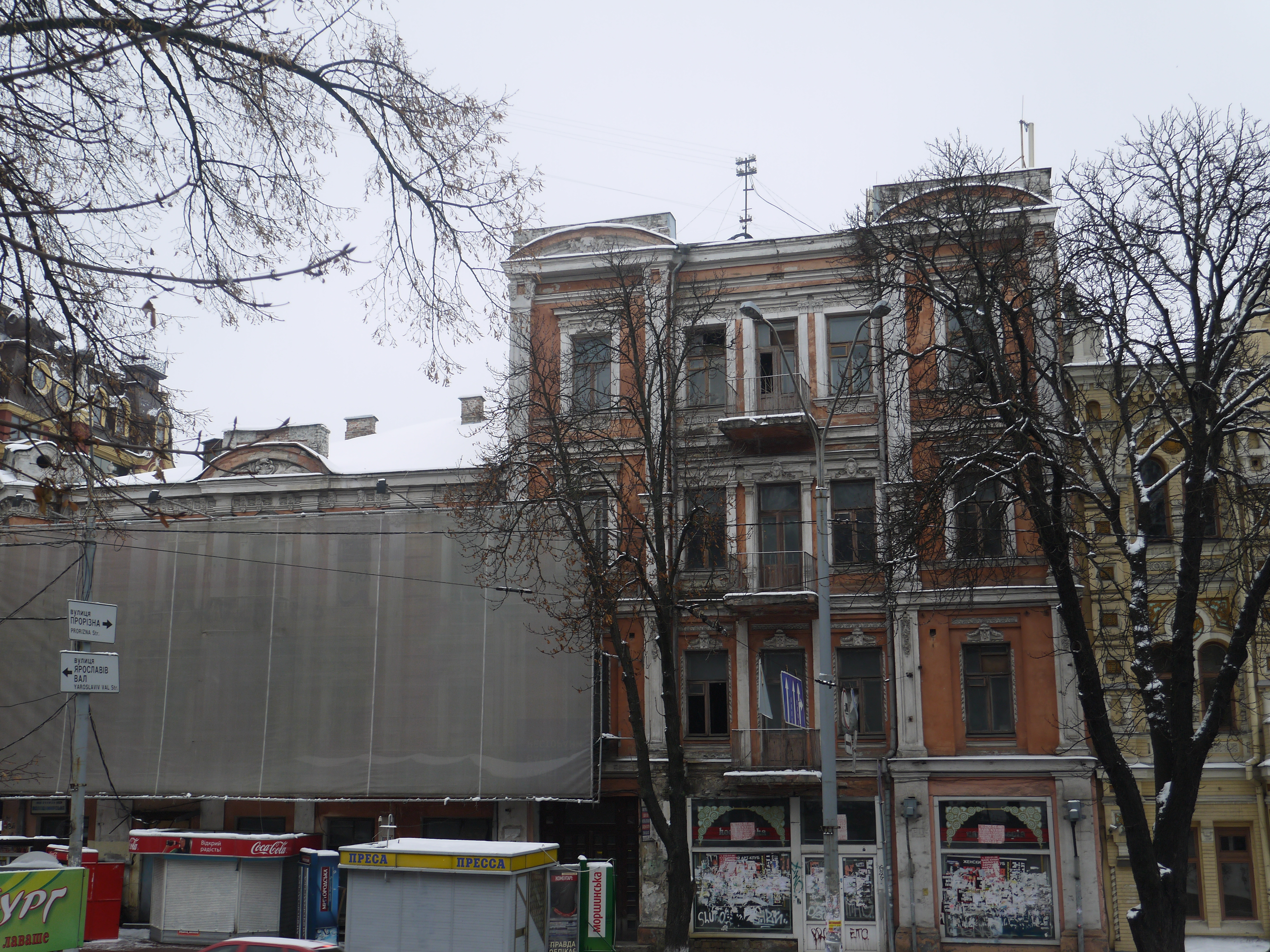
Садиба у 2014 році
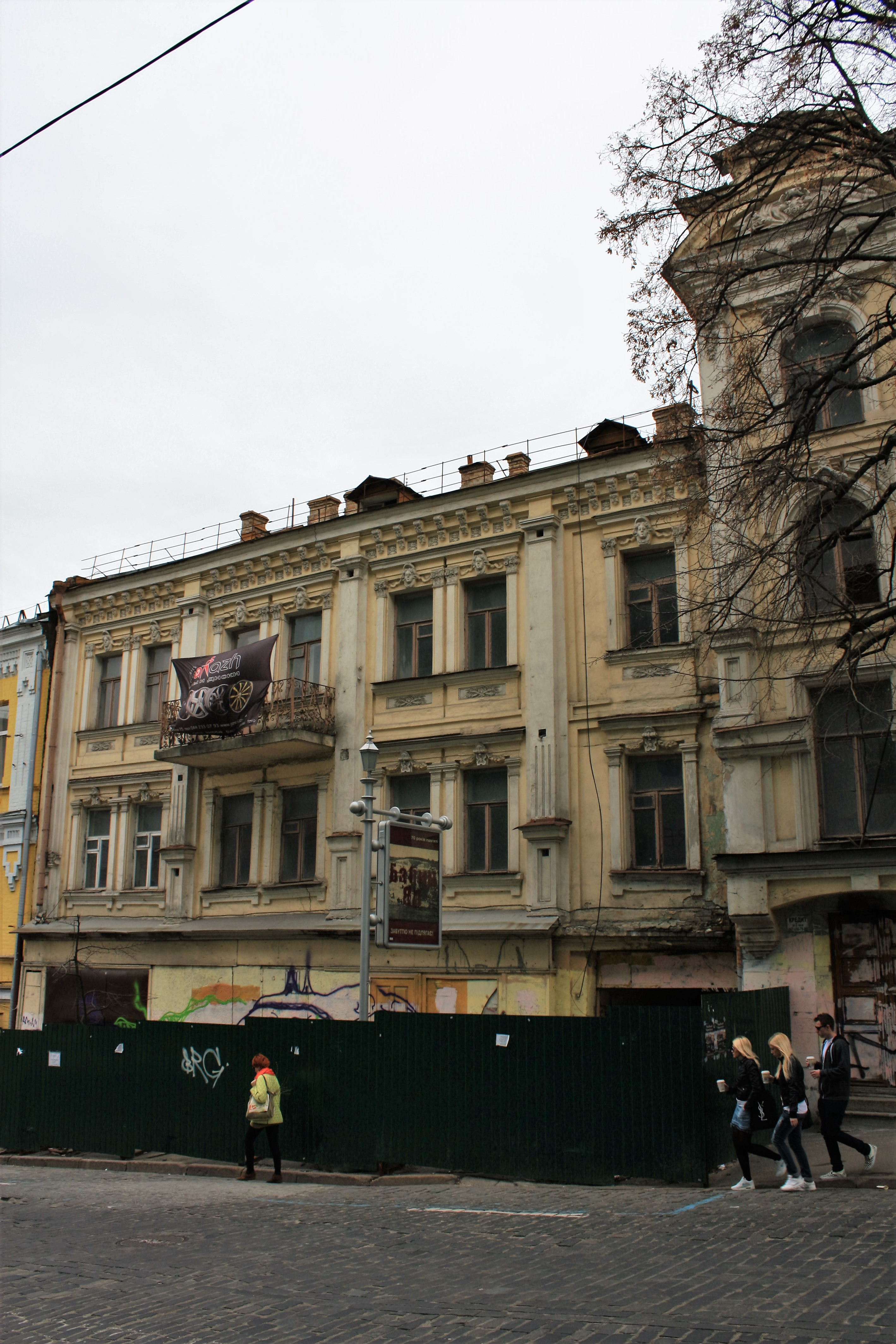
Будинок по вулиці Прорізній, 27 (прибудова до садиби) у 2012 році